# Andouillette

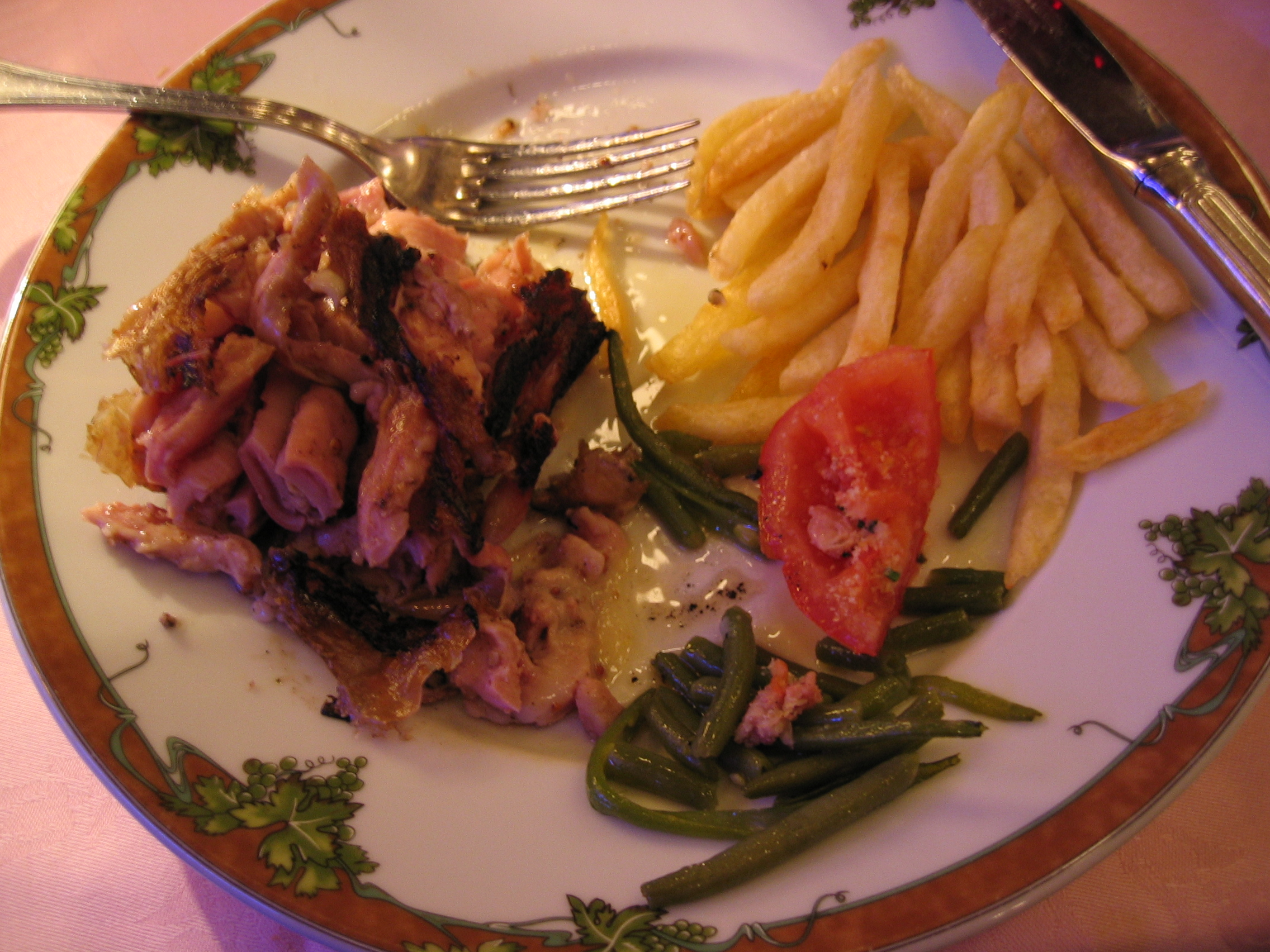
Een opengesneden Andouillette. De textuur van het vlees is grover dan bij een gewone worst

Andouillette is een typisch Frans gerecht, gemaakt van de ingewanden van varkens of (vroeger) runderen. Het ziet eruit als een gewone witte worst, en is in heel Frankrijk terug te vinden. Daardoor vormt het voor sommige toeristen een onaangename verrassing. Andouilette is namelijk een "verworven smaak", die door sommige mensen als onaangenaam wordt ervaren. De textuur is stevig, en het ziet eruit als grof gesneden velletjes.
Er bestaan verschillende bereidingen, afhankelijk van de streek. Er bestaat ook een soort keuringsvereniging voor de andouillette, genaamd AAAAA (Association Amicale des Amateurs d'Andouillettes Authentiques).